# Liste de caches logiciels
Un cache logiciel permet à une application d'éviter de répéter des appels de méthodes coûteux en stockant le résultat d'un appel en mémoire. Les appels de méthodes peuvent être coûteux en temps parce qu'ils réalisent des entrées-sorties réseau ou disque ou bien coûteux en termes de calculs, dans ce cas la mémoïsation peut être utilisée.
Voici une liste de logiciels ou librairies permettant d'implémenter un cache logiciel:
- memcached, cache distribué publié sous licence BSD
- EHCache, système de cache en Java sous licence Apache, souvent utilisé de pair avec Hibernate. Associé à Terracotta Cluster, il peut être utilisé comme un cache distribué.
- OSCache, système de cache en Java sous licence Apache qui peut être utilisé en cluster ou même être persistant.
- Redis, souvent vu comme un memcached persistant et publié sous licence BSD
- Hazelcast, un système de cache codé en Java